# 和歌山県道146号西脇梅原線
和歌山県道146号西脇梅原線（わかやまけんどう146ごう にしわきうめはらせん）は、和歌山県和歌山市を通る一般県道である。

## 概要
和歌山市西庄から和歌山市中に至る。
全線にかけて住宅や店などが横に並んでいるため、生活道路として地元住民が利用している。特に交差点には注意する必要がある。

### 路線データ
- 起点：和歌山県和歌山市西庄（西ノ庄バス停交差点、和歌山県道7号粉河加太線交点）
- 終点：和歌山県和歌山市中（梅原交差点、和歌山県道15号新和歌浦梅原線終点、和歌山県道・大阪府道752号和歌山阪南線交点）
- 実延長：3.219 km

## 地理

### 通過する自治体
- 和歌山県
  - 和歌山市

### 交差する道路
| 交差する道路                                                       | 交差する場所 | 交差する場所              |
| ------------------------------------------------------------------ | ------------ | ------------------------- |
| 和歌山県道7号粉河加太線                                            | 西庄         | 西ノ庄バス停交差点 / 起点 |
| 和歌山県道・大阪府道751号木ノ本岬線                                | 西庄         |                           |
| 和歌山県道15号新和歌浦梅原線 和歌山県道・大阪府道752号和歌山阪南線 | 中           | 梅原交差点 / 終点         |

### 沿線
- 和歌山市立八幡台小学校
- 和歌山市立西脇中学校